# Bugun-liocichla
Charlatão-bugun ou rouxinol-dos-buguns (Liocichla bugunorum) é uma espécie de pássaro timaliíneo da família Timaliidae. Foi descoberto em 2006, no Eaglenest Wildlife Sanctuary no Estado de Arunachal Pradesh (Índia), pelo astrónomo Ramana Athreya. Espécie avistada pela primeira vez em 1995, só voltou a ser vista dez anos depois, tendo sido inicialmente identificada  como um Liocichla omeiensis.
Tem cerca de 22 cm de comprimento e plumagem verde-azeitona, cabeça preta e faixas amarelo-vivo junto aos olhos.